# Thomas Kaminski
Thomas Kaminski (Dendermonde, 23 oktober 1992) is een Belgisch-Pools betaald voetballer die dienstdoet als doelman. In augustus 2020 verruilde hij KAA Gent voor Blackburn Rovers. Kaminski debuteerde in 2024 in het Belgisch voetbalelftal.

## Carrière

### Jeugd
Thomas Kaminski, wiens vader Pools is, genoot zijn jeugdopleiding bij KSV Asse – later Asse-Zellik 2002 – en AFC Tubeke alvorens in 2005 de overstap te maken naar KAA Gent. Als tiener kon hij ook de overstap maken naar de Engelse topclub Arsenal FC. Hij ging er twee keer op stage en mocht er een contract tekenen. Op aanraden van zijn manager bleef hij in België en stapte hij in 2008 over naar Germinal Beerschot.

### Germinal Beerschot
Kaminski maakte op 8 mei 2009 zijn debuut in de eerste klasse: op de 33e speeldag viel hij tegen KV Mechelen in de 90e minuut in voor Silvio Proto. Op de laatste speeldag van het seizoen, tegen zijn ex-club AFC Tubeke, kreeg hij een basisplaats en stond hij 90 minuten onder de lat. Germinal Beerschot verloor de wedstrijd met 1-0.

### RSC Anderlecht
In augustus 2011 vertrok Kaminski naar RSC Anderlecht, dat hem meteen voor een jaar uitleende aan toenmalig promovendus Oud-Heverlee Leuven. Anderlecht zag in hem de opvolger van Silvio Proto. Bij OHL werd Kaminski eerste doelman ten koste van Yves Lenaerts. Hij maakte op 25 augustus 2012 zijn debuut voor RSC Anderlecht tegen OHL. In januari 2013 lekte uit dat Club Brugge interesse toonde in de reservedoelman van Anderlecht. Op 2 oktober 2013 maakte hij zijn Europese debuut voor de club in de UEFA Champions League-wedstrijd tegen Olympiakos Piraeus toen eerste doelman Silvio Proto zich blesseerde tijdens de opwarming.

### KV Kortrijk
Na uitleenbeurten bij OH Leuven, het Cypriotische Famagusta en het Deense FC Kopenhagen trok de Belgische doelman in de zomer van 2016 naar KV Kortrijk. Hij tekende er een contract voor vier seizoenen. Daar ontpopte hij zich tot een betrouwbaar sluitstuk bij de "Kerels".

### KAA Gent
Tijdens de winterstop van het seizoen 2018/2019 verliet de keeper Kortrijk. Op 7 januari tekende hij een contract bij KAA Gent voor 2,5 seizoenen met een optie voor 2 bijkomende seizoenen. Van 2005 tot 2007 kwam hij al uit bij de jeugd van KAA Gent. Op 20 januari verdedigde hij voor het eerst het Gentse doel in een thuiswedstrijd tegen RSC Anderlecht, die met 1–0 gewonnen werd. Hij bleef de rest van het seizoen de vaste eerste doelman bij de Buffalo's. Na afloop van het seizoen onderging hij een lichte chirurgische ingreep aan de enkel, met een verwachte herstelperiode van vier tot zes weken. Bij de start van het seizoen 2019/20 was hij opnieuw fit en bleef ook dat seizoen vaste eerste doelman bij KAA Gent. Hij werd dat jaar vicekampioen met Gent. Na de eerste speeldag van het seizoen 2020/21 moest Kaminski in het doel plaatsmaken voor Davy Roef. Na de tweede speeldag werd trainer Jess Thorup ontslagen, en Kaminski paste niet in de plannen van diens opvolger László Bölöni.

### Blackburn Rovers
Eind augustus 2020 tekende de doelman bij de Engelse tweedeklasser Blackburn Rovers een contract voor twee seizoenen met optie voor een derde seizoen.

### Luton Town
Begin augustus 2023 haalde promovendus Luton Town Thomas Kaminski naar de Premier League. Het betaalde ruim € 2.900.000,- aan Blackburn.
Op de eerste speeldag stond Kaminski meteen in de basis tegen Brighton & Hove Albion FC. Kaminski moet zich vier keer omdraaien bij zijn Premier League-debuut (4-1).

## Interlandcarrière

### Beloften
Kaminski doorliep alle Belgische nationale jeugdploegen.

### België
Op 18 mei 2013 werd Kaminski door bondscoach Marc Wilmots voor het eerst opgeroepen voor het Belgisch voetbalelftal voor een vriendschappelijke wedstrijd tegen de Verenigde Staten en een WK-kwalificatiewedstrijd tegen Servië. Opvallend was dat Wilmots hem verkoos boven Silvio Proto. Hij kwam niet in actie. Hierna verdween Kaminski terug uit beeld. Pas in oktober 2020 werd hij door bondscoach Roberto Martínez opnieuw opgeroepen voor de UEFA Nations League-wedstrijden tegen Engeland en IJsland. Hij was de vervanger van kersvers papa Hendrik Van Crombrugge. Opnieuw kwam hij niet in actie. Vanaf dan behoorde hij meer tot de selectie.
Op 23 maart 2024 debuteerde Kaminski onder bondscoach Domenico Tedesco in zijn 21e selectie bij de Rode Duivels. In de 82ste minuut mocht de doelman invallen voor Matz Sels in de oefeninterland tegen Ierland. Ook Koni De Winter debuteerde in deze wedstrijd. Eind mei 2024 werd de doelman door Tedesco opgenomen in de selectie voor het EK 2024 in Duitsland.

## Interlands
| Interlands van Thomas Kaminski voor België | Interlands van Thomas Kaminski voor België | Interlands van Thomas Kaminski voor België | Interlands van Thomas Kaminski voor België | Interlands van Thomas Kaminski voor België | Interlands van Thomas Kaminski voor België |
| No.                                        | Datum                                      | Wedstrijd                                  | Uitslag                                    | Soort Wedstrijd                            | Doelpunten                                 |
| Als speler bij Luton Town                  | Als speler bij Luton Town                  | Als speler bij Luton Town                  | Als speler bij Luton Town                  | Als speler bij Luton Town                  | Als speler bij Luton Town                  |
| ------------------------------------------ | ------------------------------------------ | ------------------------------------------ | ------------------------------------------ | ------------------------------------------ | ------------------------------------------ |
| 1.                                         | 23 maart 2024                              | Ierland – België                           | 0 – 0                                      | Vriendschappelijk                          | -                                          |
| Totaal                                     | Totaal                                     | Totaal                                     | Totaal                                     | Totaal                                     | 0                                          |

Bijgewerkt t/m 23 maart 2024.

## Statistieken
| Seizoen         | Club                   | Competitie       | Competitie | Competitie | Beker | Beker | Supercup | Supercup | Europees | Europees | Totaal | Totaal |
| Seizoen         | Club                   | Competitie       | Wed.       | Dlp.       | Wed.  | Dlp.  | Wed.     | Dlp.     | Wed.     | Dlp.     | Wed.   | Dlp.   |
| --------------- | ---------------------- | ---------------- | ---------- | ---------- | ----- | ----- | -------- | -------- | -------- | -------- | ------ | ------ |
| 2008/09         | Germinal Beerschot     | Eerste Klasse    | 2          | 0          | 0     | 0     | --       | --       | 0        | 0        | 2      | 0      |
| 2009/10         | Germinal Beerschot     | Eerste Klasse    | 4          | 0          | 0     | 0     | --       | --       | --       | --       | 4      | 0      |
| 2010/11         | Germinal Beerschot     | Eerste Klasse    | 31         | 0          | 4     | 0     | --       | --       | --       | --       | 35     | 0      |
| 2011/12         | Beerschot AC           | Eerste Klasse    | 2          | 0          | 0     | 0     | --       | --       | --       | --       | 2      | 0      |
| 2011/12         | RSC Anderlecht         | Eerste Klasse    | 0          | 0          | 0     | 0     | 0        | 0        | 0        | 0        | 0      | 0      |
| 2011/12         | → Oud-Heverlee Leuven  | Eerste Klasse    | 25         | 0          | 1     | 0     | --       | --       | --       | --       | 26     | 0      |
| 2012/13         | RSC Anderlecht         | Eerste Klasse    | 1          | 0          | 2     | 0     | 0        | 0        | 0        | 0        | 3      | 0      |
| 2013/14         | RSC Anderlecht         | Eerste Klasse    | 11         | 0          | 2     | 0     | 0        | 0        | 3        | 0        | 16     | 0      |
| 2014/15         | RSC Anderlecht         | Eerste Klasse    | 2          | 0          | 0     | 0     | 1        | 0        | 0        | 0        | 3      | 0      |
| 2014/15         | → Anorthosis Famagusta | A Divizion       | 30         | 0          | 0     | 0     | --       | --       | --       | --       | 30     | 0      |
| 2015/16         | → FC Kopenhagen        | Superligaen      | 2          | 0          | 6     | 0     | --       | --       | --       | --       | 8      | 0      |
| 2016/17         | KV Kortrijk            | Eerste Klasse A  | 32         | 0          | 0     | 0     | --       | --       | --       | --       | 32     | 0      |
| 2017/18         | KV Kortrijk            | Eerste Klasse A  | 34         | 0          | 4     | 0     | --       | --       | --       | --       | 38     | 0      |
| 2018/19         | KV Kortrijk            | Eerste Klasse A  | 18         | 0          | 1     | 0     | --       | --       | --       | --       | 19     | 0      |
| 2018/19         | KAA Gent               | Eerste Klasse A  | 19         | 0          | 3     | 0     | --       | --       | 0        | 0        | 22     | 0      |
| 2019/20         | KAA Gent               | Eerste Klasse A  | 29         | 0          | 1     | 0     | --       | --       | 14       | 0        | 44     | 0      |
| 2020/21         | KAA Gent               | Eerste Klasse A  | 1          | 0          | 0     | 0     | --       | --       | 0        | 0        | 1      | 0      |
| 2020/21         | Blackburn Rovers       | The Championship | 43         | 0          | 1     | 0     | 0        | 0        | 0        | 0        | 44     | 0      |
| 2021/22         | Blackburn Rovers       | The Championship | 44         | 0          | 1     | 0     | 0        | 0        | 0        | 0        | 45     | 0      |
| 2022/23         | Blackburn Rovers       | The Championship | 28         | 0          | 1     | 0     | 0        | 0        | 0        | 0        | 29     | 0      |
| 2023/24         | Luton Town FC          | Premier League   | 11         | 0          | 0     | 0     | 0        | 0        | 0        | 0        | 11     | 0      |
| Carrière totaal | Carrière totaal        | Carrière totaal  | 369        | 0          | 27    | 0     | 1        | 0        | 17       | 0        | 414    | 0      |

Bijgewerkt t.e.m. 19 april 2022.

## Erelijst
| Nationaal           |    |            |
| Belgisch kampioen   | 2x | 2013, 2014 |
| Belgische Supercup  | 2x | 2013, 2014 |
| Deens landskampioen | 1x | 2015/16    |

1 Shea ·
2 Walters ·
3 Bell ·
4 Lockyer  ·
5 Andersen ·
6 McGuinness ·
7 Moses ·
8 Krauß ·
9 Morris ·
10 Woodrow ·
11 Adebayo ·
13 Nakamba ·
14 Chong ·
15 Mengi ·
16 Burke ·
17 Mpanzu ·
18 Clark ·
19 Brown ·
20 Walsh ·
23 Krul ·
24 Kaminski ·
25 Taylor ·
26 Baptiste ·
27 Hashioka ·
29 Holmes ·
45 Doughty ·
Coach: Edwards
1 Casteels ·
2 Debast ·
3 Theate ·
4 Faes ·
5 Vertonghen ·
6 Witsel ·
7 De Bruyne  ·
8 Tielemans ·
9 Trossard ·
10 Lukaku ·
11 Carrasco ·
12 Kaminski ·
13 Sels ·
14 Lukebakio ·
15 Meunier ·
16 Vranckx ·
17 De Ketelaere ·
18 Mangala ·
19 Bakayoko ·
20 Openda ·
21 Castagne ·
22 Doku ·
23 Vermeeren ·
24 Onana ·
25 De Cuyper ·
Coach: Tedesco